# Onur Seyit Yaran
Onur Seyit Yaran (n. 13 ianuarie 1995, Istanbul, Turcia) este un actor de televiziune și fost model turc.